# Saint-Jean-de-Sauves
Saint-Jean-de-Sauves là một xã, tọa lạc ở tỉnh Vienne trong vùng Nouvelle-Aquitaine, Pháp. Xã này có diện tích 56,58 km², dân số năm 2006 là 82 người. Xã nằm ở khu vực có độ cao trung bình 82 m trên mực nước biển.

## Biến động dân số
| Năm | 1962  | 1968  | 1975  | 1982  | 1990  | 1999  | 2006  |
| --- | ----- | ----- | ----- | ----- | ----- | ----- | ----- |
| Dân số | 1 469 | 1 557 | 1 480 | 1 486 | 1 436 | 1 294 | 1 307 |
| From the year 1962 on: No double counting—residents of multiple communes (e.g. students and military personnel) are counted only once. |       |       |       |       |       |       |       |